# Claude Larose (Eishockeyspieler, 1942)
Claude David Larose (* 2. März 1942 in Hearst, Ontario) ist ein ehemaliger kanadischer Eishockeyspieler (Rechtsaußen) und -trainer, der von 1962 bis 1978 für die Canadiens de Montréal, Minnesota North Stars und St. Louis Blues in der National Hockey League aktiv war.

## Karriere
Larose spielte während seiner Juniorenzeit bei den Peterborough Petes in der OHA. In der Saison 1962/63 kam er zu seinen ersten Einsätzen bei den Canadiens de Montréal in der NHL. Meist spielte er in diesen Jahren in den Farmteams bei den Hull-Ottawa Canadiens in der Eastern Professional Hockey League und den Omaha Knights in der Central Professional Hockey League.
Seine erste vollständige Saison spielte er 1964/65 und war mit 21 Toren recht erfolgreich. Die Spielzeit endete mit seinem ersten Stanley-Cup-Sieg. Es folgten erfolgreiche Jahre mit zwei weiteren Stanley Cups und Teilnahmen am NHL All-Star Game. Zur Saison 1968/69 wechselte er mit Danny Grant zu den Minnesota North Stars. Die beiden zählten in den beiden gemeinsamen Spielzeiten in Minnesota zu den Topscorern des Teams. Larose wurde dort auch zum Mannschaftskapitän.
Für die Spielzeit 1970/71 holten die Canadiens Larose für Bobby Rousseau zurück. Er spielte in einer Reihe mit Henri Richard und Réjean Houle. Vier Jahre blieb er dieses Mal in Montreal und gewann weitere zweimal den Stanley Cup. Kurz nach Anfang der Saison 1974/75 wurde er an die St. Louis Blues abgegeben. 1978 beendete er bei den Blues seine aktive Karriere. 
Er blieb bei den Blues und arbeitete dort als Scout. Später nahm er einen Job bei den Hartford Whalers an. Dort arbeitete er ab 1983 als Assistenztrainer. Er übernahm 1988 für eine Spielzeit das AHL-Farmteam, die Binghamton Whalers. Als Scout der Carolina Hurricanes kam er 2006 zu einem weiteren Stanley Cup.
Auch sein 1967 geborener Sohn Guy spielte erfolgreich Eishockey. Von 1988 bis 1995 kam er zu vereinzelten Einsätzen in der NHL. In der Saison 1997/98 spielte er in der DEL für die Revierlöwen Oberhausen.

## Sportliche Erfolge
- Stanley Cup: 1965, 1966, 1968, 1971 und 1973 (als Spieler); 2006 (als Scout)

### Persönliche Auszeichnungen
- Teilnahme am NHL All-Star Game: 1965, 1967, 1969 und 1970